# Покетат, Тимоти
Тимоти Р. По́кетат (англ. Timothy R. Pauketat; род. 1961) — американский археолог и антрополог, исследователь миссисипской культуры, профессор антропологии в Иллинойсском университете. Сторонник постпроцессуальной археологии.
В молодости служил в Армейском инженерном корпусе и одновременно учился в Южном Иллинойсском университете в Эдуардсвиле. Позднее работал археологом в различных научных организациях.
Наибольшую известность получил как исследователь курганов доисторического города Кахокия, причисленного к памятникам Всемирного наследия, существенно уточнил её датировку. На основе изучения Кахокии воссоздал структуру и организацию древнего миссисипского общества. Редактор (в соавторстве с Дайаной Дипаоло Лорен) объёмного труда North American Archaeology. Также неоднократно участвовал в мероприятиях по «спасательной археологии» (срочным раскопкам памятников, которым угрожало разграбление, вандализм или разрушение в результате строительных проектов).

## Избранные сочинения
Pauketat, Timothy R.
- (2007) Chiefdoms and Other Archaeological Delusions Alta Mira Press.
- (2004) Ancient Cahokia and the Mississippians Cambridge University Press.
- (2001) «Practice and History in Archaeology: an Emerging Paradigm» Anthropological Theory Vol. 1, No. 73
- (1998) «Refiguring the Archaeology of Greater Cahokia» Journal of Archaeological Research Vol. 6 No. 1

Pauketat, Timothy R. and Alt, Susan M.
- (1994) The Ascent of Chiefs: Cahokia and Mississippian Politics in Native North America University of Alabama Press.
- (2005) «Agency in a Postmold? Physicality and the Archaeology of Culture-Making» in Journal of Archaeological Method and Theory Vol. 12 No. 3